# Leutershausen

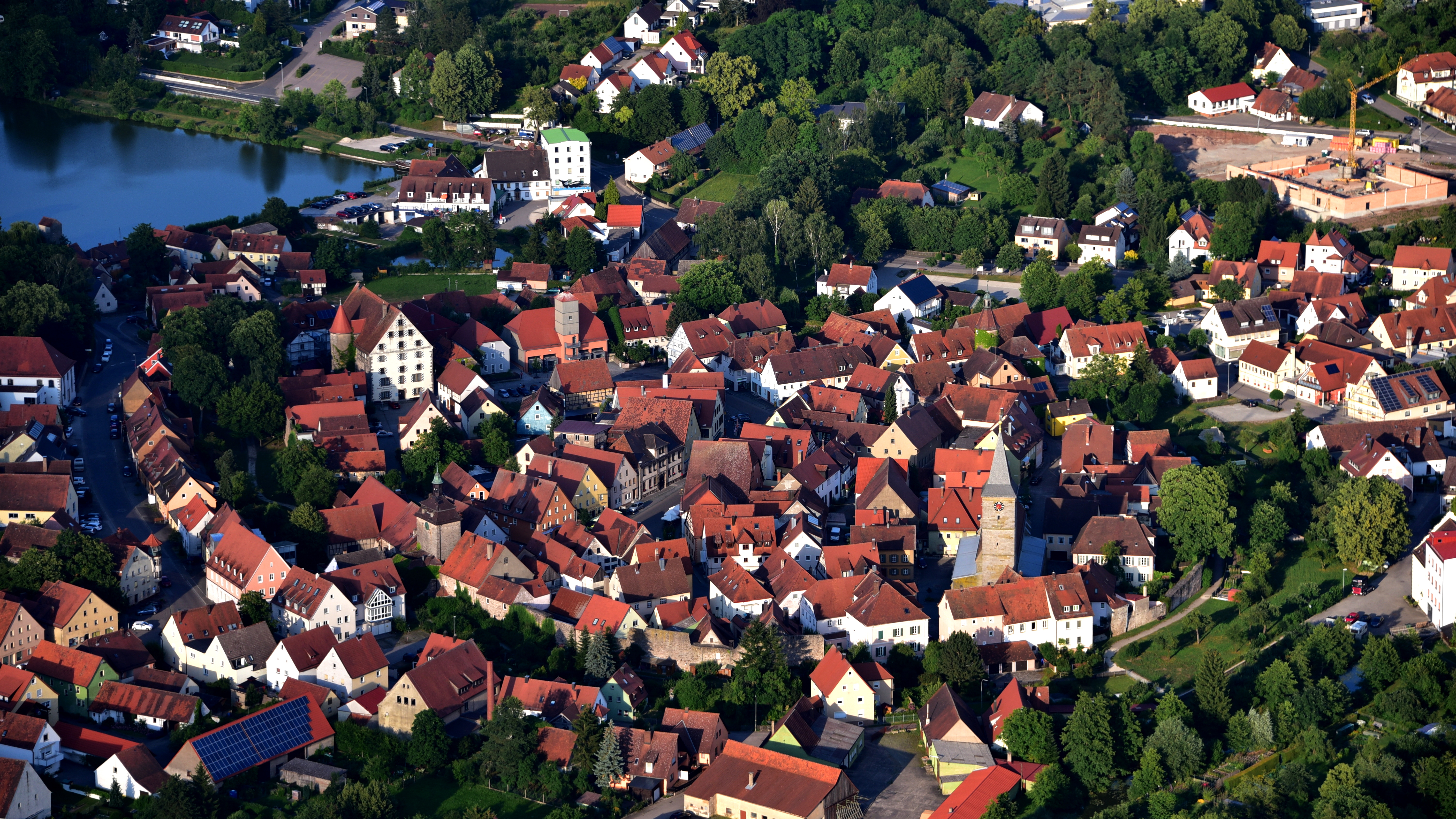
Leutershausen, Luftaufnahme (2016)

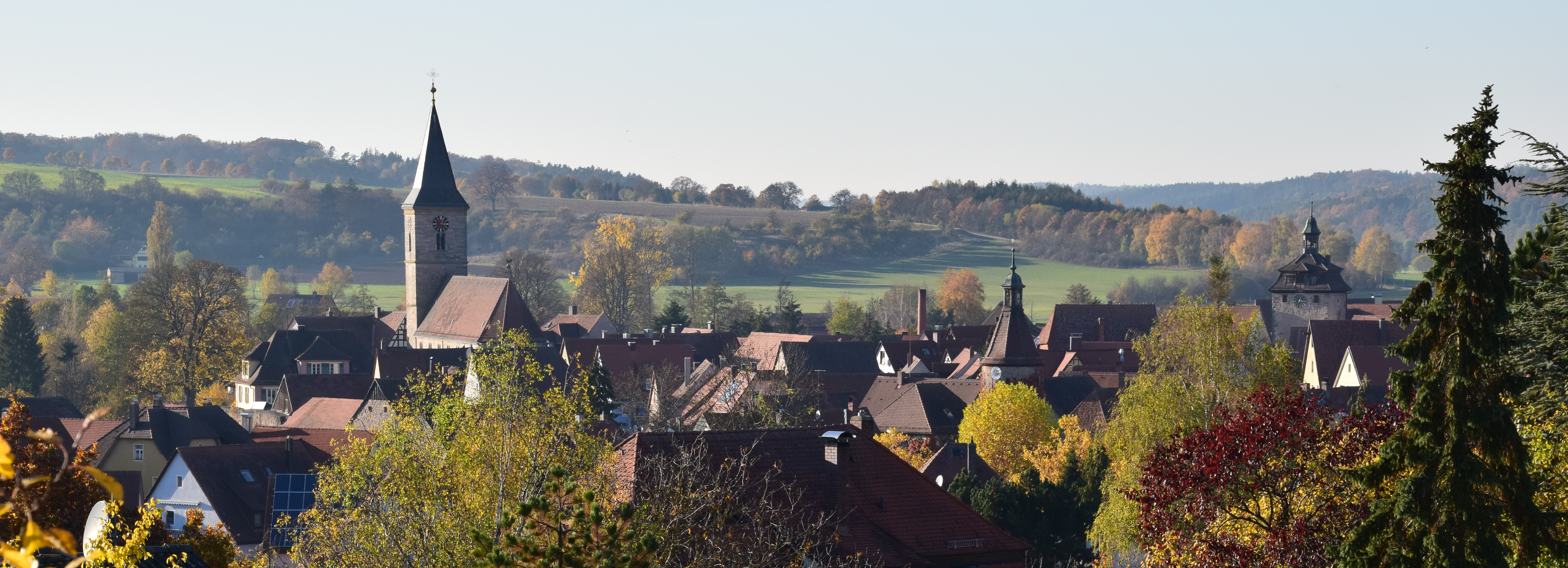
Blick auf die Altstadt von Leutershausen (2015)

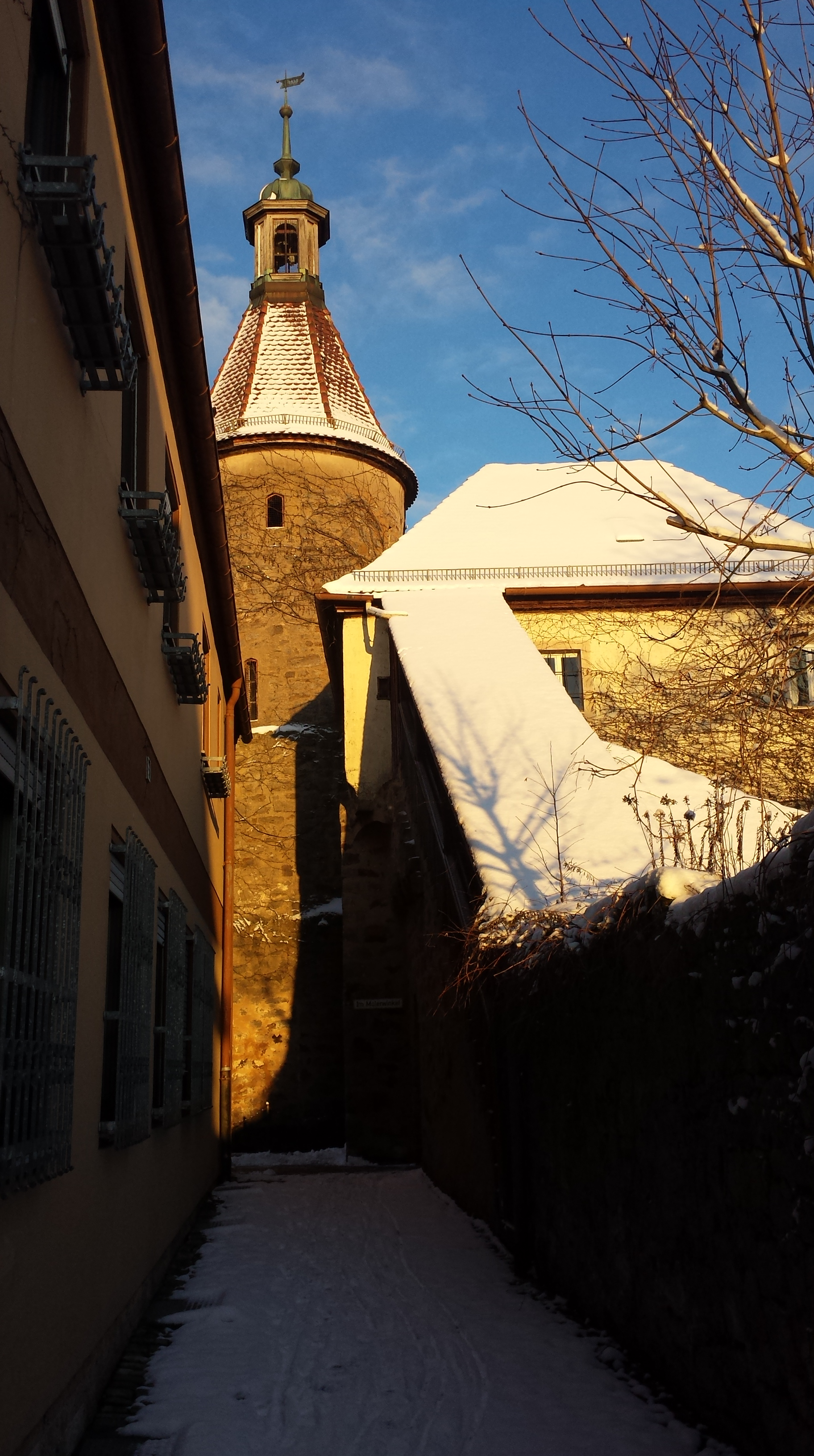
Malerwinkel mit Blick auf den Unteren Turm (2016)

Leutershausen ([ˈlɔɪ̯tɐsˌhaʊ̯zn̩] ⓘ, ostfränkisch: Laidaschhausn) ist eine Stadt im mittelfränkischen Landkreis Ansbach und zählt zur Metropolregion Nürnberg.

## Geografie

### Geografische Lage
Leutershausen liegt an der Altmühl etwa in der Mitte zwischen der Bezirkshauptstadt Ansbach und Rothenburg ob der Tauber. Nachbargemeinden sind (im Norden beginnend im Uhrzeigersinn): Geslau, Colmberg, Lehrberg, Ansbach, Herrieden, Aurach, Dombühl, Schillingsfürst und Buch am Wald.

### Gemeindegliederung
Die Gemeinde hat 49 Gemeindeteile (in Klammern ist der Siedlungstyp angegeben):
- Atzenhofen (Weiler)
- Bauzenweiler (Weiler)
- Brunst (Dorf)
- Büchelberg (Dorf)
- Clonsbach (Weiler)
- Eckartsweiler (Dorf)
- Eichholz (Weiler)
- Erlach (Weiler)
- Erlbach (Dorf)
- Erndorf (Weiler)
- Frommetsfelden (Kirchdorf)
- Froschmühle (Einöde)
- Görchsheim (Weiler)
- Gutenhard (Weiler)
- Hainhof (Weiler)
- Hannenbach (Dorf)
- Hetzweiler (Dorf)
- Hinterholz (Dorf)
- Höchstetten (Dorf)
- Hohenmühle (Einöde)
- Holzmühle (Einöde)
- Hundshof (Einöde)
- Jochsberg (Pfarrdorf)
- Kressenhof (Weiler)
- Lengenfeld (Dorf)
- Lenzersdorf (Weiler)
- Leutershausen (Hauptort)
- Mittelramstadt (Dorf)
- Neunkirchen (Pfarrdorf)
- Oberramstadt (Dorf)
- Pfetzendorf (Weiler)
- Rammersdorf (Einöde)
- Rauenbuch (Weiler)
- Röttenbach (Dorf)
- Sachsen (Dorf)
- Schwand (Weiler)
- Steinbächlein (Weiler)
- Steinberg (Weiler)
- Straßenwirtshaus (Weiler)
- Tiefenthal (Dorf)
- Untreumühle (Einöde)
- Waizendorf (Weiler)
- Weihersmühle (Einöde)
- Weißenkirchberg (Pfarrdorf)
- Weißenmühle (Einöde)
- Wiedersbach (Pfarrdorf)
- Winden (Dorf)
- Wolfsmühle (Einöde)
- Zweiflingen (Weiler)

Bei dem Gemeindeteil Erndorf wurde zeitweise nur ein einzelner Hof so genannt, während die beiden anderen Anwesen des Ortes Simonsmühle bzw. Büttnersdorf hießen.
Auf dem Gemeindegebiet liegen die Gemarkungen Brunst, Büchelberg (Gemarkungsteil 1), Eckartsweiler, Erlach, Erlbach, Frommetsfelden (Gemarkungsteil 1), Jochsberg, Leutershausen, Mittelramstadt, Neunkirchen b.Leutershausen, Rauenbuch und Wiedersbach. Die Gemarkung Leutershausen hat eine Fläche von 6,394 km². Sie ist in 2227 Flurstücke aufgeteilt, die eine durchschnittliche Fläche von 2871,27 m² haben.

### Klima

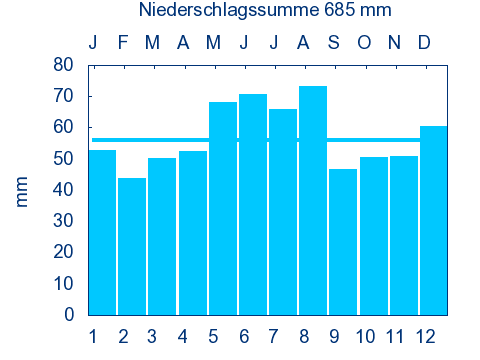
Diagramm Niederschlagsmittelwerte Leutershausen für den Zeitraum von 1961 bis 1990
Niederschlagsdiagramm für Leutershausen (blaue Kurve) vor den Mittelwerten (Quantilen) für Deutschland (grau)

In Leutershausen beträgt die durchschnittliche Niederschlagsmenge im Jahr 685 mm.

## Geschichte
Leutershausen wurde vermutlich um 800 von fränkischen Siedlern gegründet. Der erste schriftliche Beleg als „Liuthereshusun“ findet sich in der Wildbannurkunde Kaiser Ottos III. im Jahr 1000. Das Grundwort ist ahd. „hûs“ (=Haus, festes Gebäude) im Plural, das Bestimmungswort ist der Personenname „Liuthere, Liuther“, so dass sich die Ortsnamensbedeutung Zu den Häusern des Liuther ergibt.
Nach dem Dreißigjährigen Krieg fanden hier und im Umland zahlreiche Exulanten eine neue Heimat, die als Protestanten aus Österreich vertrieben worden waren.
Gegen Ende des 18. Jahrhunderts gab es in Leutershausen 172 Anwesen, 79 innerhalb der Stadtmauern und 93 in der Vorstadt. Das Hochgericht und die Dorf- und Gemeindeherrschaft übte das brandenburg-ansbachische Stadtvogteiamt Leutershausen aus. Alle Anwesen hatten das Fürstentum Ansbach als Grundherrn (Stadtvogteiamt Leutershausen: 159, Kastenamt Colmberg: sieben, Klosterverwalteramt Sulz: drei, Pfarrpfründe: drei). Neben den Anwesen gab es noch kommunale, kirchliche und herrschaftliche Gebäude. Von 1797 bis 1808 unterstand der Ort dem Justizamt Leutershausen und Kammeramt Colmberg.
Im Geographischen statistisch-topographischen Lexikon von Franken (1801) wird der Ort folgendermaßen beschrieben:

„Leutershausen Ansbachische Stadt an der Altmühl, 4 Stunden von Ansbach von 148 Unterthanen und 150 Häusern. Die Stadt hält jährlich sieben Jahrmärkte. Die Nahrung der Stadt ist theils wegen der Nähe von Ansbach im Verfall, theils weil die Wegen von Ansbach über Aurach nach Feuchtwang und über Lehrberg nach Uffenheim chaussirt sind wodurch sie von allem Verkehr mit Reisenden ausgeschlossen wurde. [Sp. 341] Die Thorheit, in der seit 1722 erst erbauten Leichenkapelle die Kränze verstorbener Kinder und ledigen Personen aufzuhängen, wird hoffentlich mit dem Schlusse dieses Jahrhunderts auch ihr Ende erreichen. 1318 wurde es vom Grafen Truhendingen erkauft. Nach Gädike’s Fabriken- und Manufakturenlexikon 2tem Thl, S. 288 ist hier eine Harraßgarnmanufaktur.“

1806 kam Leutershausen an das Königreich Bayern. Im Rahmen des Gemeindeedikts wurde im Jahr 1808 der Steuerdistrikt Leutershausen gebildet, zu dem Froschmühle, Mittelramstadt, Rammersdorf und Winden gehörten. 1810 kam es zur Bildung der
- Munizipalgemeinde Leutershausen;
- Ruralgemeinde Mittelramstadt mit Froschmühle, Mittelramstadt, Rammersdorf und Winden.[14]

Leutershausen war in Verwaltung und Gerichtsbarkeit dem Landgericht Leutershausen zugeordnet und in der Finanzverwaltung dem Rentamt Colmberg. Ab 1862 gehörte Leutershausen zum Bezirksamt Ansbach (1939 in Landkreis Ansbach umbenannt). Die Gerichtsbarkeit blieb bis 1879 beim Landgericht Leutershausen, seit 1880 ist das Amtsgericht Ansbach zuständig. Die Finanzverwaltung ging 1880 an das Rentamt Ansbach über (1919 in Finanzamt Ansbach umbenannt). Die Gemeinde hatte 1964 eine Gebietsfläche von 6,550 km².

### Leutershausen im Wandel der Zeit (Beispiele)

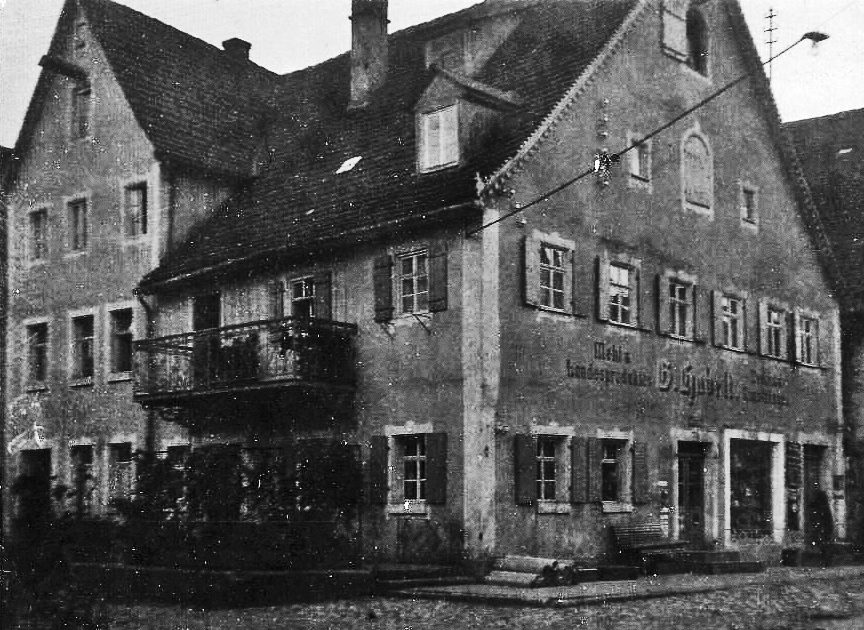
Fachwerk am Markt – ca. 1920

Fachwerk am Markt – Heute

Das Haus am Markt (ehemals auch Synagoge) ging 1866 für 2730 Taler an einen Seifensieder, Spezereihändler. Vor allem durch den nahen Eisenbahnbau florierte das Geschäft. Später entwickelte sich daraus ein beliebter EDEKA-Laden und wurde im Vergleich zu den neuen Supermärkten langsam zum „Tante-Emma-Laden“ bis er schließlich aus dem Stadtbild verschwand. Heute befindet sich darin eine Pizzeria.

### Eingemeindungen
| Gemeinde                      | Einwohner (1970) | Eingemeindungs- datum | Bemerkungen                                                                               |
| ----------------------------- | ---------------- | --------------------- | ----------------------------------------------------------------------------------------- |
| Auerbach                      | 328              | 1. Januar 1972        | Eingliederung von 164 der 328 Einwohner, Umgliederung der anderen Einwohner nach Colmberg |
| Bieg                          | 183              | 1. Juli 1972          | Eingliederung von 121 der 183 Einwohner, Umgliederung der anderen Einwohner nach Colmberg |
| Brunst                        | 213              | 1. Mai 1978           |                                                                                           |
| Büchelberg                    | 286              | 1. Juli 1972          | Eingliederung von 155 der 286 Einwohner, Umgliederung der anderen Einwohner nach Aurach   |
| Eckartsweiler                 | 105              | 1. Juli 1976          |                                                                                           |
| Erlach                        | 139              | 1. Mai 1978           |                                                                                           |
| Erlbach                       | 272              | 1. Januar 1972        |                                                                                           |
| Frommetsfelden                | 138              | 1. Juli 1972          |                                                                                           |
| Jochsberg                     | 310              | 1. Januar 1972        |                                                                                           |
| Mittelramstadt                | 192              | 1. Januar 1972        |                                                                                           |
| Neunkirchen bei Leutershausen | 577              | 1. Januar 1972        |                                                                                           |
| Rauenbuch                     | 145              | 1. Januar 1972        |                                                                                           |
| Wiedersbach                   | 548              | 1. Januar 1972        |                                                                                           |

### Einwohnerentwicklung
Im Zeitraum 1988 bis 2018 stieg die Einwohnerzahl von 5046 auf 5615 um 569 Einwohner bzw. um 11,3 %.
Gemeinde Leutershausen
| Jahr      | 1979   | 1987 | 1991 | 1995 | 2003 | 2005   | 2007   | 2008   | 2009   | 2010   | 2011   | 2012   | 2013   | 2014   | 2015   | 2016   | 2017 |
| Einwohner | 5039   | 5052 | 5220 | 5469 | 5620 | 5615   | 5647   | 5597   | 5564   | 5549   | 5481   | 5488   | 5463   | 5460   | 5556   | 5578   | 5575 |
| Häuser    |        | 1333 |      |      |      |        |        |        |        |        | 1628   | 1635   | 1638   | 1648   | 1653   | 1659   | 1669 |
| Quelle    | [ 19 ] |      |      |      |      | [ 20 ] | [ 20 ] | [ 20 ] | [ 20 ] | [ 20 ] | [ 20 ] | [ 20 ] | [ 20 ] | [ 20 ] | [ 20 ] | [ 20 ] |      |

Gemeindeteil Leutershausen (= Gemeinde Leutershausen bis zur Gebietsreform)
| Jahr      | 1818   | 1840   | 1852   | 1855   | 1861   | 1867   | 1871   | 1875   | 1880   | 1885   | 1890   | 1895   | 1900   | 1905   | 1910   | 1919   | 1925   | 1933   | 1939   |
| Einwohner | 1262   | 1371   | 1401   | 1401   | 1430   | 1414   | 1482   | 1540   | 1578   | 1578   | 1557   | 1475   | 1442   | 1434   | 1408   | 1375   | 1357   | 1400   | 1520   |
| Häuser    | 330    | 195    | 200    |        |        |        | 230    |        |        | 234    | 238    |        | 239    |        |        |        | 268    |        |        |
| Quelle    | [ 21 ] | [ 22 ] | [ 23 ] | [ 24 ] | [ 25 ] | [ 26 ] | [ 27 ] | [ 28 ] | [ 29 ] | [ 30 ] | [ 31 ] | [ 24 ] | [ 32 ] | [ 24 ] | [ 33 ] | [ 24 ] | [ 34 ] | [ 24 ] | [ 24 ] |
|           |        |        |        |        |        |        |        |        |        |        |        |        |        |        |        |        |        |        |        |
| Jahr      | 1946   | 1950   | 1952   | 1961   | 1970   | 1987   |        |        |        |        |        |        |        |        |        |        |        |        |        |
| Einwohner | 2075   | 2239   | 2191   | 2160   | 2200   | 2199   |        |        |        |        |        |        |        |        |        |        |        |        |        |
| Häuser    |        | 334    |        | 418    |        | 580    |        |        |        |        |        |        |        |        |        |        |        |        |        |
| Quelle    | [ 24 ] | [ 35 ] | [ 24 ] | [ 15 ] | [ 36 ] | [ 19 ] |        |        |        |        |        |        |        |        |        |        |        |        |        |

## Politik

### Bürgermeister
- 1858–1887: Friedrich Meyer – Ziegeleibesitzer
- 1887–1900: Leonhard Gabler – Sattlermeister
- 1900–1914: Johann Faatz – Mühlenbesitzer
- 1914–1919: Friedrich Samhammer – Färbereibesitzer
- 1919–1925: Fritz Probst – Schmiedemeister
- 1925–1937: Karl Faatz – Stegmühlbesitzer
- 1937–1945: Georg Schiller – Molkereiverwalter
- 1945: Hans Reichard – Rechtsanwalt
- 1945–1962: Friedrich Schultheiß – Landwirt
- 1962–1964: Egon Erzum (CSU) – Oberstleutnant a. D.
- 1964–1966: Friedrich Meyer
- 1966–1974: Heinz Wellhöffer (parteilos) – Elektromeister
- 1974–2002: Dieter Gundel (parteilos)
- 2002–2016: Siegfried Heß (CSU)
- 2016–2020: Sandra Bonnemeier (parteilos)[37]
- seit 2020: Markus Liebich (Bürgerforum Leutershausen)

### Stadtrat
Der Stadtrat von Leutershausen hat 21 Mitglieder einschließlich des hauptamtlichen Bürgermeisters.
|      | SPD 1 | CSU 2 | Alternative Liste (ALL) 3 | Freie Wähler | Fortschrittliche Bürger | Fraktionslos | Gesamt   |
| 1996 | 5     | 12    | 2                         | –            | 2                       | –            | 21 Sitze |
| 2002 | 5     | 11    | 1                         | 4            | –                       | –            | 21 Sitze |
| 2008 | 5     | 10    | 1                         | 5            | –                       | –            | 21 Sitze |
| 2014 | 4     | 7     | 5                         | 4            | –                       | 1            | 21 Sitze |
| 2020 | 6     | 9     | 5                         | –            | –                       | 1            | 21 Sitze |

(Stand: November 2020)

### Wappen und Flagge
Wappen
| Wappen von Leutershausen | Blasonierung: „In Rot ein silbernes Torhaus mit geschlossenem roten Tor und spitzbedachtem Dachreiter; auf dem Dach beiderseits ein schwarz-silbernes Fähnchen.“ |
| Wappen von Leutershausen | Wappenbegründung: Das älteste Siegel stammt aus der Mitte des 14. Jahrhunderts und zeigt ein palastähnliches Gebäude mit Rundbogenfenstern, das redend für den Ortsnamenbestandteil „-hausen“ steht. Die Form des Gebäudes änderte sich mehrfach und variiert von einem einfachen Haus bis hin zu einem Schloss auf einem Berg. Die Farben sind seit Anfang des 18. Jahrhunderts bekannt. Die beiden schwarz-silbernen Fähnchen weisen auf die Burggrafen und späteren Markgrafen von Brandenburg hin. |

Flagge
Die Gemeindeflagge ist weiß-rot.

### Städtepartnerschaft
Seit dem 1. Juli 2000 besteht eine Partnerschaft mit der Stadt Szendrő in Ungarn.

## Kultur und Sehenswürdigkeiten

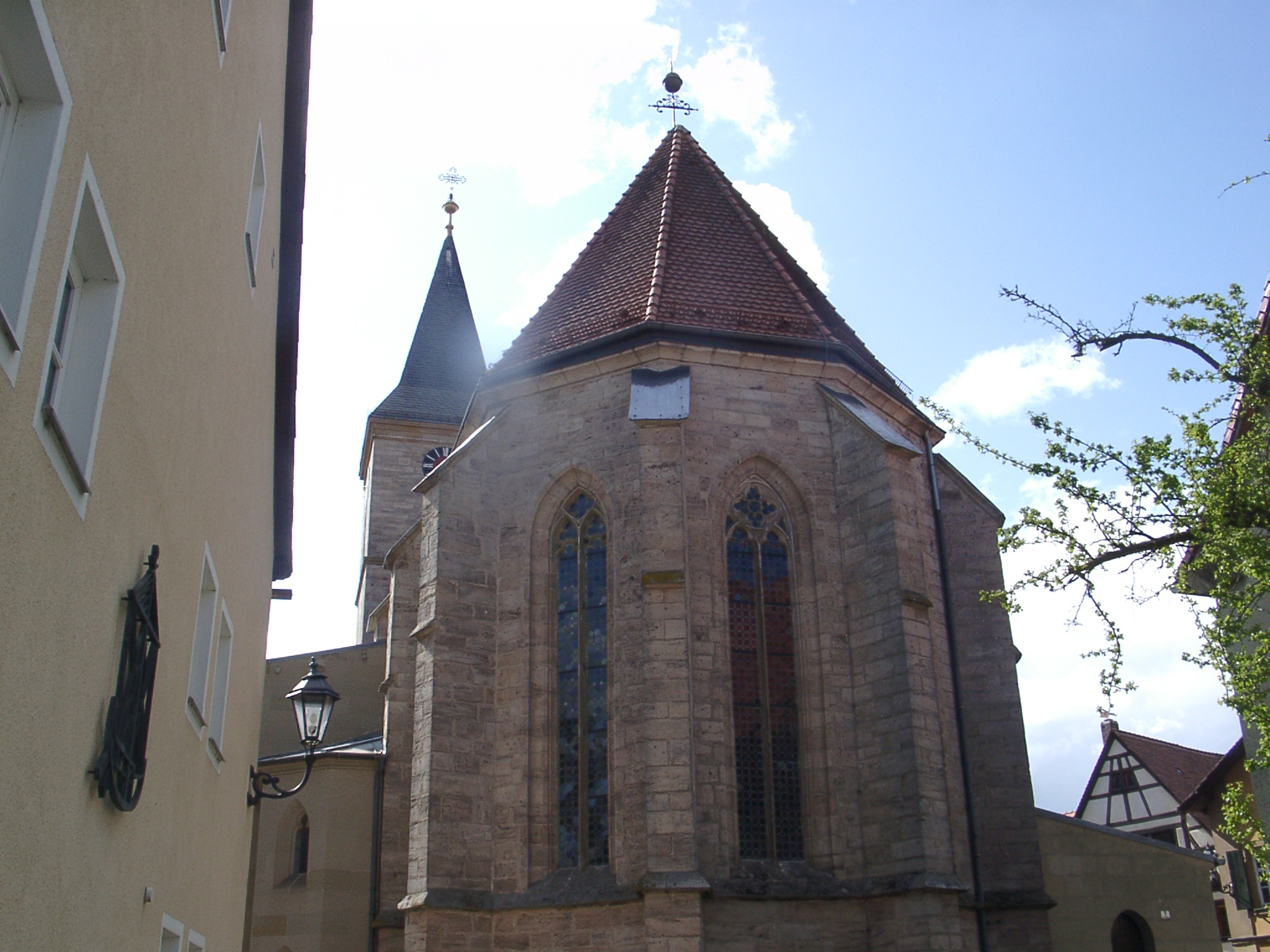
Basilika St. Peter

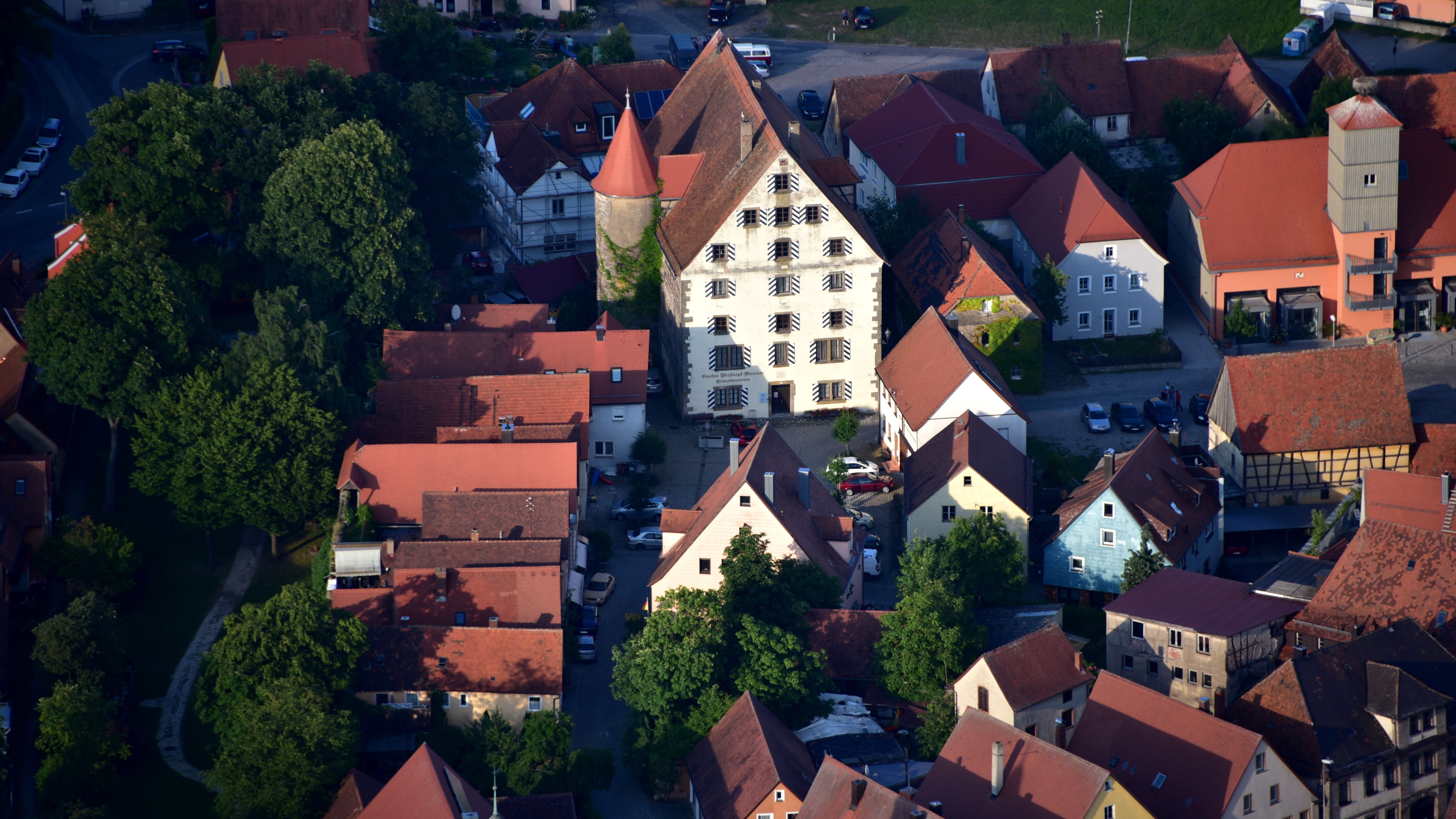
Ehemaliges markgräfliches Stadtschloss, Luftaufnahme (2016)

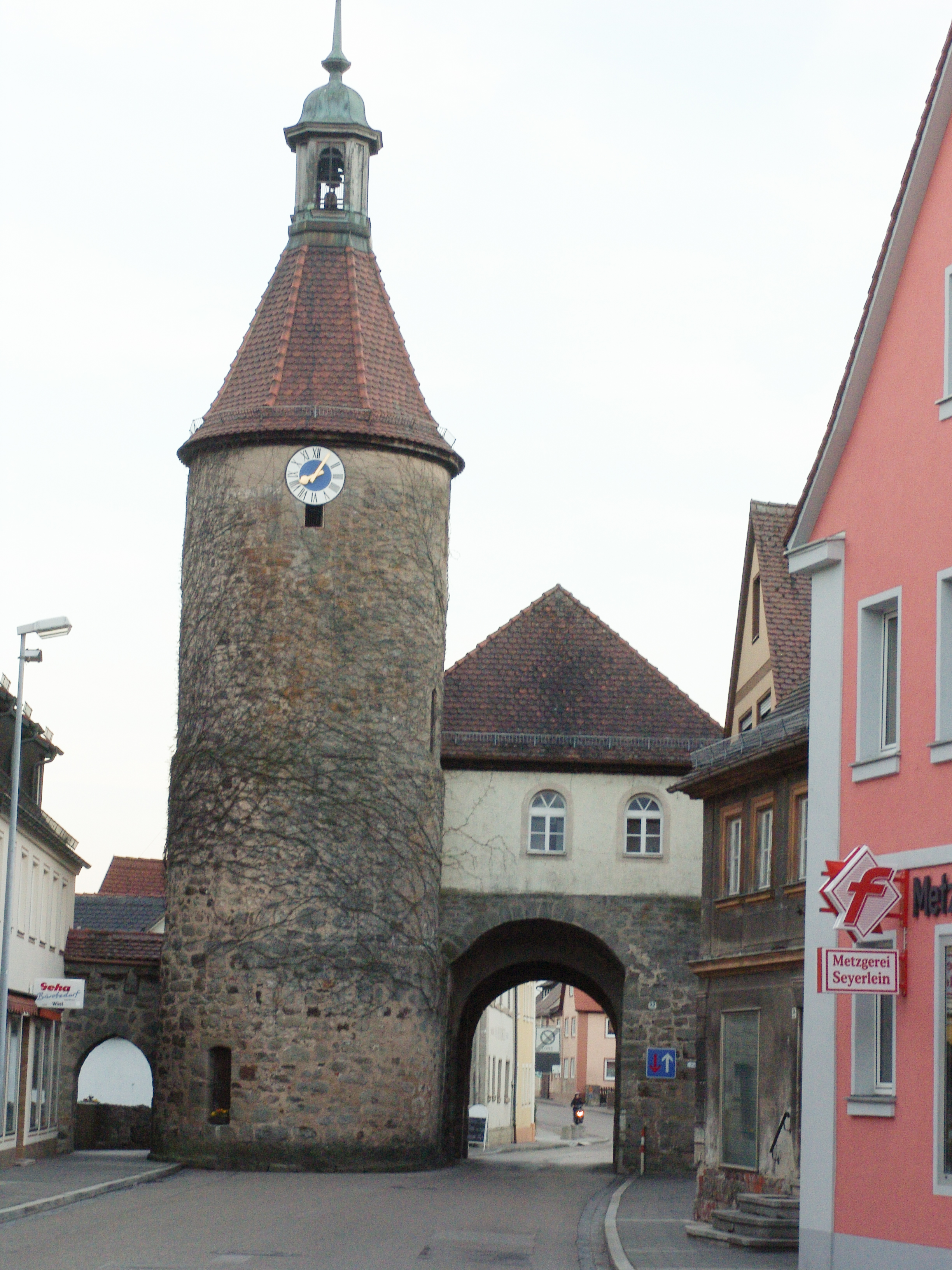
Unteres Tor

### Baudenkmäler
Bauwerke, die Leutershausen und die Umgebung auszeichnen, sind vor allem:
- in Leutershausen:
  - Teile der ehemaligen Stadtmauer und die Stadttore.
  - der Röhrenbrunnen vor dem Rathaus
  - das Alte Landgericht, auch als Schloss Leutershausen bezeichnet
  - die Kirche St. Peter
  - das Gustav-Weißkopf-Denkmal
  - die ehemalige Synagoge, heute Wohnhaus, Untere Marktgasse 6

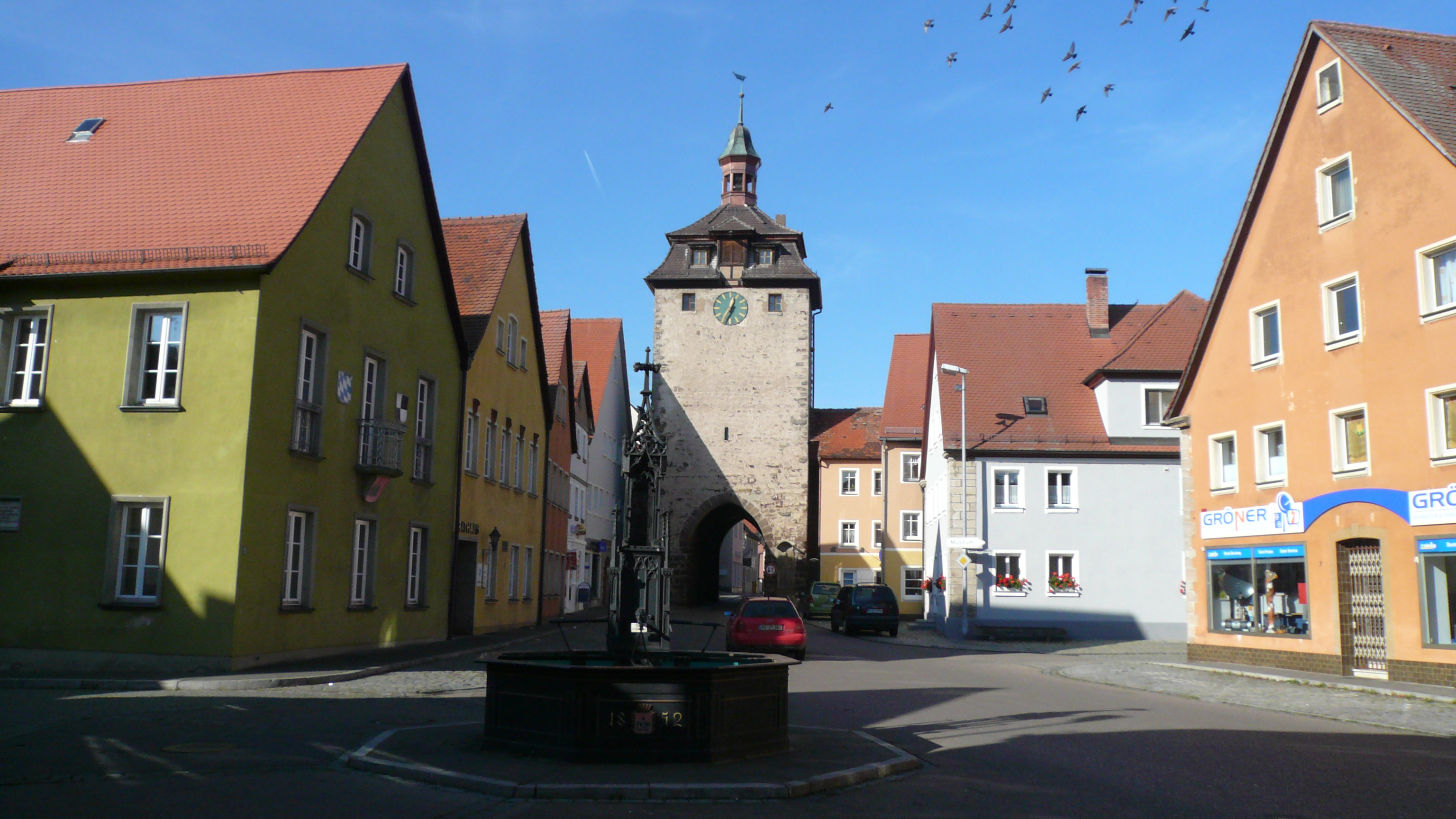
Röhrenbrunnen mit Oberem Tor

- Im Gemeindeteil Jochsberg sind zu nennen:
  - die Kirche St. Mauritius

### Mahnmal
Ein Denkmal an der Seitenmauer des Friedhofs erinnert an die zwei Wehrmachtssoldaten Friedrich Döppel und Richard Köhler (Wehrmachtsdeserteur), die wegen Desertation im April 1945 von einem SS-Kommando erschossen wurden.

### Museum
- Gustav-Weisskopf-Museum Pioniere der Lüfte
- Museum im Unteren Tor (Heimatmuseum)

### Sport
Sportanlagen:
- Stadion mit überdachter Tribüne
- Vereinsheim
- Alte und Neue Turnhalle
- drei weitere Fußballplätze
- vier Tennisplätze
- zwei Beachvolleyballfelder (Sportzentrum)
- zwei Basketballfelder (Sportzentrum und Schule)
- Hallenbad
- Freibad Altmühlbad (Flussbad)

### Veranstaltungen
- Altstadtfest
- Kirchweih
- Christkindlesrunterläuten

## Wirtschaft und Infrastruktur
Leutershausen ist Mitglied im Tourismusverband Romantisches Franken und in der Entwicklungsgesellschaft Region Hesselberg. Die Stadt ist zudem Mitglied der Kommunalen Allianz „AGIL“, die aus den Orten Aurach, Burgoberbach, Herrieden und Leutershausen besteht.

### Unternehmen
Durch die Ansiedlung Vertriebener aus Schlesien und dem Sudetenland entstanden mehrere Firmen. Dazu gehörten der Steinmetzbetrieb Hanel, die Färberei Hausner, die Töpferei Seiler, der Handschuhmacher Müller. Bis heute befindet sich in Leutershausen Deutschlands größter Garnveredler, die TVU Textilveredlungsunion GmbH & Co. KG, (ehemals Hausner). die zugleich auch der größte Arbeitgeber in Leutershausen ist.

### Verkehr
Die Staatsstraße 2249 führt nach Gebsattel (16 km nordwestlich) bzw. nach Neunstetten (5,5 km südwestlich). Die Staatsstraße 2446 führt nach Schillingsfürst (11 km westlich) bzw. über Wiedersbach und Schalkhausen nach Ansbach (11 km östlich). Die Staatsstraße 2245 führt nach Colmberg (6 km nördlich). Die Kreisstraße AN 3 führt nach Jochsberg (1,7 km nordwestlich) bzw. nach Sachsen (0,8 km südlich). Von Sachsen zweigt die Kreisstraße AN 4 in Richtung Südwesten nach Erlbach ab. Die Kreisstraße AN 23 führt an Rammersdorf vorbei nach Winden (2,3 km nordöstlich).
Im Gemeindeteil Wiedersbach liegt an der Bahnstrecke Nürnberg–Crailsheim die Station Leutershausen-Wiedersbach, die Ende der 1980er-Jahre stillgelegt wurde. Der Halt wurde jedoch zum Fahrplanwechsel im Dezember 2017 reaktiviert und in die S-Bahn Nürnberg eingebunden. Jeweils zweistündlich halten die Linie S 4 Nürnberg–Dombühl sowie die Regionalexpress-Züge Nürnberg–Crailsheim–Stuttgart.
An dieser Station begann auch die 22,7 km lange Strecke 5252 nach Bechhofen (eröffnet am 16. Juni 1903, Personenverkehr eingestellt am 28. November 1966, Güterverkehr folgte am 31. Mai 1970, Rückbau bis zur Parallelführung zur Hauptbahn 1972).
Durch Leutershausen führen die Fernwanderwege Grünes Schlüsselloch und Rangau-Randweg.

## Persönlichkeiten

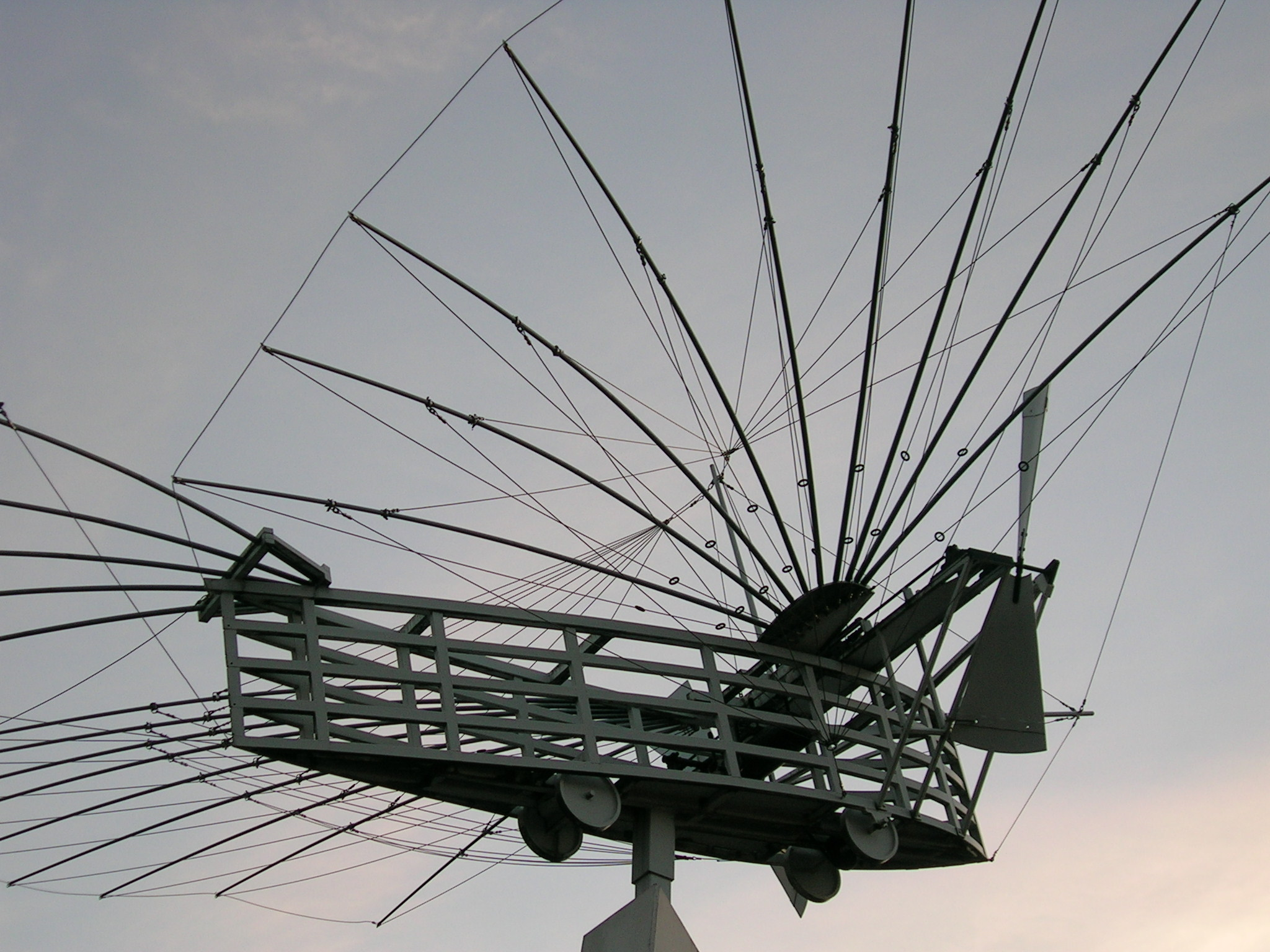
Gustav-Weißkopf-Denkmal

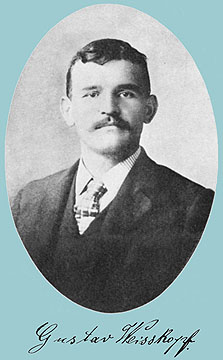
Gustav Weißkopf

### Söhne und Töchter der Stadt
Leutershausen ist die Heimatstadt des Flugpioniers Gustav Weißkopf, der 1901 den weltweit ersten motorisierten Flug absolvierte. Das Flugzeug Weißkopfs wurde anlässlich des Jubiläums der Gebrüder Wright nachgebaut, das Modell 21 konnte tatsächlich erfolgreich fliegen. Ausgestellt ist der Nachbau im örtlichen Gustav-Weißkopf-Museum, das sich mit Leben und Wirken Weißkopfs befasst.
Der Klassische Philologe und Kemptener Gymnasiallehrer Eduard Ströbel kam in Leutershausen als Sohn des Tierarztes Theodor Ströbel zur Welt. Des Weiteren ist Paula Kissinger (geb. Stern), die Mutter von Henry Kissinger, in Leutershausen geboren. Auch der Basketballnationalspieler Christopher McNaughton wurde in Leutershausen geboren.

### Weitere Persönlichkeiten, die mit Leutershausen in Verbindung stehen
Der Reformator Johann Eberlin von Günzburg wirkte in Leutershausen von 1530 bis zu seinem Tod im Oktober 1533.
In Leutershausen verstarb um die Mitte des 16. Jahrhunderts der Augsburger Täuferführer Georg Nespitzer, nachdem er während eines Gefängnisaufenthaltes in Ansbach seine täuferischen Ansichten widerrufen hatte.

### Ehrenbürger
Leutershausen war die dritte deutsche Stadt, die Adolf Hitler 1932 zum Ehrenbürger ernannte. 1948 wurde die Ehrenbürgerschaft vom Stadtrat aberkannt.